# Cratere Blixen
Blixen  è un cratere sulla superficie di Venere. Deve il suo nome a Karen Blixen, scrittrice e pittrice danese.